# Смарагд (Троицкий)
Епископ Смарагд (в миру Стефан Михайлович Троицкий; 1836, село Борки, Зарайский уезд, Рязанская губерния — 2 (14) октября 1886, Ковно) — епископ Русской православной церкви, епископ Ковенский, викарий Литовской епархии.
Брат архиепископа Тихона (Донебина).

## Биография
Родился 1836 году в селе Борках Зарайского уезда Рязанской губернии в семье диакона.
Обучался в Зарайском духовном училище. 9 ноября 1858 года окончил курс Рязанской духовной семинарии. Старший брат священник-вдовец Михаил, учившийся уже в Санкт-Петербургской духовной академии, решил уступить ему своё место настоятеля Входноиерусалимской церкви в Рязани. Архиепископ Рязанский Гавриил (Городков) согласился отдать место Степану Троицкому с условием, что тот женится на бедной девице-сироте, которую сам порекомендовал. Выполнив условие, Троицкий был посвящен в сан священника и занял место брата. Но семейная жизнь его оказалась недолгой — на второй год иерей Стефан овдовел. Тогда он решил поступить в Петербургскую духовную академию, что и сделал в 1861 году.
17 марта 1863 года пострижен в монашество.
7 ноября 1865 года окончил курс академии и определён инспектором Виленского духовного училища. помимо должности инспектора, преподавал в училище библейскую историю и латинский язык. Отличался милостивым и участливым отношением к воспитанникам. Ненавидел зубрёжку, был убеждённым противником порки провинившихся учеников. По воспоминаниям Ф. Ф. Серно-Соловьевича: «Чем-то новым, живым, веяло от его уроков, а обращение с учениками всегда любезное и отеческое, сразу заставило полюбить как юного педагога, так и преподаваемые им предметы».
С 9 января 1867 года — смотритель того же училища.
С 1 июня 1868 года — помощник настоятеле посольской церкви в Константинополе.
19 апреля 1871 года возведён в сан архимандрита и назначен настоятелем той же посольской церкви.
15 сентября 1885 года хиротонисан во епископа Ковенского, викария Литовской епархии.
Скончался в ночь с 1 на 2 (с 13 на 14) октября 1886 года в Ковно.